# Villa Strauss
La villa Strauss est la résidence du compositeur allemand Richard Strauss à Garmisch-Partenkirchen en Haute-Bavière. Le bâtiment est un monument protégé par la loi bavaroise de protection des monuments (de) du 1er octobre 1973.
Toujours une propriété privée en 2015, elle n'est pas le siège du musée Strauss qui se trouve ailleurs dans le village.

## Histoire
L'architecte Emanuel von Seidl (de), appartenant au mouvement de l'art nouveau, a construit la villa entre 1907 et 1908 au numéro 42 de la Zoeppritzstraße à Garmisch. Richard Strauss a préféré Garmisch au village jumeau de Partenkirchen car ce dernier est plus ombragé. La famille Strauss a utilisé la maison à partir de 1908 comme halte estivale, et un peu plus tard comme résidence principale.
Le bâtiment à deux étages a été conçu par Emanuel von Seidl comme une maison traditionnelle à toit en croupe, avec tour d'angle intégrée, lucarnes, structure en enduit et en pierre de taille, traduisant ainsi les demandes de Richard et Pauline Strauss.

## Aménagement
Juste derrière l'avant, au rez-de-chaussée se trouvent la loggia, à côté la salle à manger et un oriel que Richard Strauss utilisait comme pièce pour jouer au skat. La salle à manger a été conçue par Seidl complètement en bois de mélèze, aux murs se trouvent de nombreuses faïences et images sous verre. Cette pièce et l'oriel adjacent ont été connus d'un large public lorsqu'ils ont été reconstitués en 1924 comme décor de scène pour l'opéra autobiographique Intermezzo. De nombreuses images sous verre et des trophées de chasse du fils Franz meublent l'entrée et la cage d'escalier. À gauche de l'entrée se trouvent la buanderie et à la droite de celle-ci le salon.
Le salon a été installé dans les années 1920. Il contient de nombreux tableaux, dont une peinture à l'huile de Max Liebermann et des vitrines exposant des verres. Les boiseries de la pièce adjacente s'inspirent d'un espace de l'ancienne pinacothèque de Munich. On y trouve la bibliothèque ainsi que de nombreux souvenirs, parmi lesquels des figurines du Rosenkavalier d'Alfred Roller, ainsi que la première composition de Strauss, la Schneiderpolka. On y trouve aussi des médailles, des pièces commémoratives, des certificats de docteur honoris causa et de citoyen d'honneur décernés à Richard Strauss, des manuscrits de Mozart, Beethoven, Wagner et une lettre adressée à Richard Strauss par Giuseppe Verdi, une copie en porcelaine du grand monument équestre de Dresde, cadeau de la ville pour son 75e anniversaire et une baguette de chef d'orchestre richement ornée offerte par la ville de Vienne pour son 80e anniversaire.
Le bureau se trouve également au rez-de-chaussée. Dans cette pièce ont été écrites presque toutes les œuvres depuis Elektra. L'architecte a réalisé cet espace entièrement en cerisier. Il comporte plusieurs grands secrétaires avec de nombreux tiroirs et compartiments. On y trouve aussi un piano à queue réalisé sur mesure par la société de Westphalie Ibach, un buste de Strauss par Hugo Lederer, un autre par Willibald Glucks, un portrait de Strauss par Viktor Krausz qui le montre en train de diriger l'opéra d'État de Vienne. La bibliothèque du bureau héberge des ouvrages d'histoire et des classiques allemands.
Au premier étage, à l'origine les chambres à coucher, hébergent de nos jours des archives. La chambre avec le lit de mort de Richard Strauss est néanmoins préservée en souvenir.

### Crédit d'auteurs
- (de) Cet article est partiellement ou en totalité issu de l’article de Wikipédia en allemand intitulé « Strauss-Villa (Garmisch-Partenkirchen » (voir la liste des auteurs).